# Parasphaerion granulosum
Parasphaerion granulosum là một loài bọ cánh cứng trong họ Cerambycidae.